# Luton
Luton város az Egyesült Királyságban, Angliában, Berdfordshire grófságban, London központjától kb. 50 km-re északra. A városnak 2011-ben 203 000 lakosa volt.
Iparváros, autó-, teherautógyártásáról (Vauxhall Motors) és kalapkészítéséről nevezetes. A közelében van London egyik nemzetközi repülőtere, a London–Lutoni repülőtér ahova a Wizz Air légitársaság gépei is érkeznek.

## Híres emberek
- Pinkie Barnes (1915–2012), asztaliteniszező
- Arthur Hailey (1920–2004), író
- Stuart Lewis-Evans (1930–1958), autóversenyző
- Joanna Dunham (1936–2014), színésznő
- John Badham (1939–), filmrendező és filmproducer
- Alison Seebohm (1939–2015), színésznő
- Peter White (1954–) smooth jazz-zenész, zeneszerző
- Paul Anthony Young (1956–), énekes, dalszerző és zenész.
- Kerry Dixon (1961), labdarúgó
- Colin Salmon (1962–), színész
- Fiona Powrie (1963–), biokémikus és immunológus
- Chris Gauthier (1976–2024), színész
- Neil Jackson (1976–), színész
- Kevin Foley (1984–), labdarúgó
- Nadiya Hussain (1984–), televíziós személyiség, konyhafőnök
- Andrew Tate (1986–), kick-boxoló
- Emily Atack (1989–), színésznő
- Victoria Lust (1989–), színésznő
- Lewis Baker (1995–), labdarúgó
- Revée Walcott-Nolan (1995–), sportoló
- James Justin (1998–), labdarúgó

## Fordítás
Ez a szócikk részben vagy egészben  a   Luton című angol Wikipédia-szócikk fordításán alapul.  Az eredeti cikk szerkesztőit annak laptörténete sorolja fel. Ez a jelzés csupán a megfogalmazás eredetét és a szerzői jogokat jelzi, nem szolgál a cikkben szereplő információk forrásmegjelöléseként.